# Farfalle (film 1988)
Farfalle  (Schmetterlinge) è un film del 1988 diretto da Wolfgang Becker.

## Riconoscimenti
- 1988 - Festival del cinema di Locarno
  - Pardo d'Oro